# Ildefons Sunyol i Casanovas
Ildefons Sunyol i Casanovas (Barcelona, 1866 - 21 d'agost de 1913) fou un advocat i polític català.

## Trajectòria
Es llicencià en dret el 1886, assolí un gran prestigi com advocat i començà la seva activitat política amb els republicans possibilistes de l'Ateneu Barcelonès, que presidiria el 1906. El 1899 fou un dels fundadors del Centre Nacional Català i el 1901 també ho fou de la Lliga Regionalista. Fou elegit regidor de l'Ajuntament de Barcelona el novembre de 1901, però després de l'actitud de Francesc Cambó davant la visita del rei Alfons XIII a Barcelona, encapçalà amb Jaume Carner el 1904 el Centre Nacionalista Republicà, escissió esquerrana de la Lliga.
Fou un dels creadors del diari El Poble Català el novembre del 1904. El 1905 participà en la comissió de finances de l'ajuntament de Barcelona. També fou elegit diputat a les corts generals per la Solidaritat Catalana l'abril del 1907, i el 19 d'octubre de 1907 va fer un notable discurs contra el projecte de llei d'administració local d'Antoni Maura.
Partidari de bastir una força unitària catalanista, les discrepàncies que provocaren dins la Solidaritat Catalana la llei de Maura, accentuades després de la Setmana Tràgica, el tornaren pessimista i decidí renunciar a l'acta de diputat el 1908, apartant-se totalment de la vida política activa. Tot i així, fou un dels signants de les bases constitutives de la Unió Federal Nacionalista Republicana l'1 d'abril de 1910. Fou oncle de Josep Sunyol i Garriga.

## Obres
- Breves consideraciones sobre el problema social (1891)
- Barcelona. Catalunya (1910)